# Kelechi Iheanacho
Kelechi Promise Iheanacho (Lagos, 3 ottobre 1996) è un calciatore nigeriano, attaccante del Middlesbrough, in prestito dal Siviglia, e della nazionale nigeriana.

## Caratteristiche tecniche
Mancino, esterno offensivo in un 4-3-3, può adattarsi seconda punta se il reparto avanzato è formato solamente da due uomini. Con l'avvento di Pep Guardiola viene utilizzato, in assenza di Sergio Agüero, anche come falsa prima punta. È dotato di una tecnica di base elevata. Risulta difficilmente marcabile quando parte in velocità sia in campo aperto che nello stretto.

## Carriera

### Club

#### Manchester City
Viene acquistato nell'estate 2014 dal Manchester City per poi passare l'intera stagione nella squadra delle riserve. Il 29 agosto 2015 debutta in Premier League contro il Watford, subentrando all'88º minuto a Raheem Sterling. Il 12 settembre, subentrato al posto di Wilfried Bony, realizza al 90º il goal della vittoria contro il Crystal Palace. Il 30 gennaio 2016 realizza, in FA Cup, la sua prima tripletta in carriera ai danni dell'Aston Villa, mentre il 1º maggio sigla una doppietta nella partita persa per 4-2 in casa del Southampton. Conclude la sua prima stagione da professionista con 14 reti in 35 partite totali.
Nella stagione 2016-2017 gioca titolare nel derby di Manchester, valido per la 4ª giornata di Premier League, segnando il gol risultato decisivo per la vittoria dei Citizens. Chiude la sua esperienza al City con 63 presenze e 21 reti tra campionato, coppe nazionali e competizioni europee.

#### Leicester City
Il 3 agosto 2017 viene acquistato a titolo definitivo dal Leicester City per 25 milioni di euro. Fa il suo esordio con la nuova squadra l'11 agosto 2017, subentrando nei minuti finali a Matthew James contro l'Arsenal. Sigla il suo primo gol con il Leicester il 24 ottobre successivo, nella gara di EFL contro il Leeds.
Il 7 agosto 2021 realizza il rigore contro il Manchester City nella finale di Community Shield, regalando la vittoria ai foxes.

#### Siviglia e Middlesbrough
Il 31 luglio 2024 viene acquistato dal Siviglia.
Tuttavia con gli andalusi Iheanacho trova poco spazio, perciò nella sessione invernale di calciomercato viene ceduto in prestito al Middlesbrough, club della seconda divisione inglese. Realizza il suo primo gol con i biancorossi il 29 marzo 2025 nel successo per 2-1 contro l'Oxford Utd.
Tuttavia anche con la maglia del Boro Iheanacho delude, tanto che la rete all'Oxford è stata l'unica della sua esperienza in 15 partite disputate.

### Nazionale
Nel 2013 viene convocato dall'Under-17 nigeriana dove nel campionato continentale di categoria ottiene l'argento, segna un gol sconfiggendo per 4-2 nella semifinale la Tunisia. Partecipa al Mondiala Under-17, è autore di una quaterna battendo il Messico per 6-1, un altro gol lo segna sconfiggendo l'Iran per 4-1 agli ottavi di finale, nella partita successiva per merito degli assist di Iheanacho il suo compagno di squadra Taiwo Awoniyi segna la doppietta che consente alla Nigeria di battere per 2-0 l'Uruguay, il sesto e ultimo gol lo mette a segno sconfiggendo nuovamente il Messico, questa volta in finale per 3-0 poi vinti: viene inoltre nominato miglior giocatore del torneo. Nel 2015 partecipa ai Mondiali Under-20 con la rispettiva nazionale, scendendo in campo in sole due occasioni.
Nell'ottobre dello stesso anno viene convocato per la prima volta in nazionale maggiore. Debutta ufficialmente il 13 novembre seguente, entrando al 66º, nella partita giocata contro l'eSwatini, terminata 0-0. Il 27 maggio 2016 segna la sua prima rete in nazionale in un'amichevole disputata contro il Mali permettendo di vincere per 1-0. Il 14 novembre 2017 in un'amichevole contro l'Argentina vince per 4-2, Iheanacho è autore di una rete e due assist vincenti.
Partecipa nel 2024 alla Coppa d'Africa vincendo l'argento, nella semifinale che si è conclusa per 1-1 contro il Sudafrica, in cui i nigeriani hanno avuto la meglio ai calci di rigore anche grazie a Iheanacho dal dischetto ha realizzato il gol del definitivo 4-2.

## Statistiche

### Presenze e reti nei club
Statistiche aggiornate al 4 gennaio 2025.
| Stagione               | Squadra                | Campionato             | Campionato | Campionato | Coppe nazionali | Coppe nazionali | Coppe nazionali | Coppe continentali | Coppe continentali | Coppe continentali | Altre coppe | Altre coppe | Altre coppe | Totale | Totale |
| Stagione               | Squadra                | Comp                   | Pres       | Reti       | Comp            | Pres            | Reti            | Comp               | Pres               | Reti               | Comp        | Pres        | Reti        | Pres   | Reti   |
| ---------------------- | ---------------------- | ---------------------- | ---------- | ---------- | --------------- | --------------- | --------------- | ------------------ | ------------------ | ------------------ | ----------- | ----------- | ----------- | ------ | ------ |
| 2015-2016              | Manchester City        | PL                     | 26         | 8          | FACup+CdL       | 3+2             | 4+2             | UCL                | 4                  | 0                  | -           | -           | -           | 35     | 14     |
| 2016-2017              | Manchester City        | PL                     | 20         | 4          | FACup+CdL       | 3+2             | 1+0             | UCL                | 4                  | 2                  | -           | -           | -           | 28     | 7      |
| Totale Manchester City | Totale Manchester City | Totale Manchester City | 46         | 12         |                 | 10              | 7               |                    | 8                  | 2                  |             | -           | -           | 64     | 21     |
| 2017-2018              | Leicester City         | PL                     | 21         | 3          | FACup+CdL       | 5+2             | 4+1             | -                  | -                  | -                  | -           | -           | -           | 28     | 8      |
| 2018-2019              | Leicester City         | PL                     | 30         | 1          | FACup+CdL       | 1+4             | 0+1             | -                  | -                  | -                  | -           | -           | -           | 35     | 2      |
| 2019-2020              | Leicester City         | PL                     | 20         | 5          | FACup+CdL       | 2+4             | 1+4             | -                  | -                  | -                  | -           | -           | -           | 26     | 10     |
| 2020-2021              | Leicester City         | PL                     | 25         | 12         | FACup+CdL       | 6+1             | 4+0             | UEL                | 7                  | 3                  | -           | -           | -           | 39     | 19     |
| 2021-2022              | Leicester City         | PL                     | 26         | 4          | FACup+CdL       | 1+3             | 1+1             | UEL+UECL           | 4+8                | 0+1                | CS          | 1           | 1           | 43     | 8      |
| 2022-2023              | Leicester City         | PL                     | 28         | 5          | FACup+CdL       | 3+4             | 3+0             | -                  | -                  | -                  | -           | -           | -           | 35     | 8      |
| 2023-2024              | Leicester City         | FLC                    | 23         | 5          | FACup+CdL       | 1+2             | 0+1             | -                  | -                  | -                  | -           | -           | -           | 26     | 6      |
| Totale Leicester       | Totale Leicester       | Totale Leicester       | 173        | 35         |                 | 39              | 21              |                    | 19                 | 4                  |             | 1           | 1           | 232    | 61     |
| 2024-gen. 2025         | Siviglia               | PD                     | 9          | 0          | CR              | 2               | 3               | -                  | -                  | -                  | -           | -           | -           | 11     | 3      |
| Totale carriera        | Totale carriera        | Totale carriera        | 228        | 47         |                 | 51              | 31              |                    | 27                 | 6                  |             | 1           | 1           | 307    | 85     |

### Cronologia presenze e reti in nazionale
| Cronologia completa delle presenze e delle reti in nazionale ― Nigeria | Cronologia completa delle presenze e delle reti in nazionale ― Nigeria | Cronologia completa delle presenze e delle reti in nazionale ― Nigeria | Cronologia completa delle presenze e delle reti in nazionale ― Nigeria | Cronologia completa delle presenze e delle reti in nazionale ― Nigeria | Cronologia completa delle presenze e delle reti in nazionale ― Nigeria | Cronologia completa delle presenze e delle reti in nazionale ― Nigeria | Cronologia completa delle presenze e delle reti in nazionale ― Nigeria |
| Data                                                                   | Città                                                                  | In casa                                                                | Risultato                                                              | Ospiti                                                                 | Competizione                                                           | Reti                                                                   | Note                                                                   |
| ---------------------------------------------------------------------- | ---------------------------------------------------------------------- | ---------------------------------------------------------------------- | ---------------------------------------------------------------------- | ---------------------------------------------------------------------- | ---------------------------------------------------------------------- | ---------------------------------------------------------------------- | ---------------------------------------------------------------------- |
| 13-11-2015                                                             | Lobamba                                                                | eSwatini                                                               | 0 – 0                                                                  | Nigeria                                                                | Qual. Mondiali 2018                                                    | -                                                                      | 66’                                                                    |
| 25-3-2016                                                              | Kaduna                                                                 | Nigeria                                                                | 1 – 1                                                                  | Egitto                                                                 | Qual. Coppa d'Africa 2017                                              | -                                                                      | 62’                                                                    |
| 27-5-2016                                                              | Le Petit-Quevilly                                                      | Nigeria                                                                | 1 – 0                                                                  | Mali                                                                   | Amichevole                                                             | 1                                                                      | 74’                                                                    |
| 31-5-2016                                                              | Lussemburgo                                                            | Lussemburgo                                                            | 1 – 3                                                                  | Nigeria                                                                | Amichevole                                                             | 1                                                                      |                                                                        |
| 3-9-2016                                                               | Uyo                                                                    | Nigeria                                                                | 1 – 0                                                                  | Tanzania                                                               | Qual. Coppa d'Africa 2017                                              | 1                                                                      |                                                                        |
| 9-10-2016                                                              | Ndola                                                                  | Zambia                                                                 | 1 – 2                                                                  | Nigeria                                                                | Qual. Mondiali 2018                                                    | 1                                                                      |                                                                        |
| 12-11-2016                                                             | Uyo                                                                    | Nigeria                                                                | 3 – 1                                                                  | Algeria                                                                | Qual. Mondiali 2018                                                    | -                                                                      |                                                                        |
| 23-3-2017                                                              | Londra                                                                 | Nigeria                                                                | 1 – 1                                                                  | Senegal                                                                | Amichevole                                                             | 1                                                                      |                                                                        |
| 1-6-2017                                                               | Saint-Leu-la-Forêt                                                     | Nigeria                                                                | 3 – 0                                                                  | Togo                                                                   | Amichevole                                                             | 1                                                                      | 70’                                                                    |
| 10-6-2017                                                              | Uyo                                                                    | Nigeria                                                                | 0 – 2                                                                  | Sudafrica                                                              | Qual. Coppa d'Africa 2019                                              | -                                                                      | 71’                                                                    |
| 1-9-2017                                                               | Uyo                                                                    | Nigeria                                                                | 4 – 0                                                                  | Camerun                                                                | Qual. Mondiali 2018                                                    | 1                                                                      | 61’                                                                    |
| 4-9-2017                                                               | Yaoundé                                                                | Camerun                                                                | 1 – 1                                                                  | Nigeria                                                                | Qual. Mondiali 2018                                                    | -                                                                      | 80’                                                                    |
| 10-11-2017                                                             | Costantina                                                             | Algeria                                                                | 1 – 1                                                                  | Nigeria                                                                | Qual. Mondiali 2018                                                    | -                                                                      |                                                                        |
| 14-11-2017                                                             | Krasnodar                                                              | Argentina                                                              | 2 – 4                                                                  | Nigeria                                                                | Amichevole                                                             | 1                                                                      | 16’ 70’                                                                |
| 23-3-2018                                                              | Breslavia                                                              | Polonia                                                                | 0 – 1                                                                  | Nigeria                                                                | Amichevole                                                             | -                                                                      | 82’                                                                    |
| 28-5-2018                                                              | Port Harcourt                                                          | Nigeria                                                                | 1 – 1                                                                  | RD del Congo                                                           | Amichevole                                                             | -                                                                      | 46’                                                                    |
| 2-6-2018                                                               | Londra                                                                 | Inghilterra                                                            | 2 – 1                                                                  | Nigeria                                                                | Amichevole                                                             | -                                                                      | 77’                                                                    |
| 6-6-2018                                                               | Schwechat                                                              | Rep. Ceca                                                              | 1 – 0                                                                  | Nigeria                                                                | Amichevole                                                             | -                                                                      | 80’                                                                    |
| 16-6-2018                                                              | Kaliningrad                                                            | Croazia                                                                | 2 – 0                                                                  | Nigeria                                                                | Mondiali 2018 - 1º turno                                               | -                                                                      | 75’                                                                    |
| 22-6-2018                                                              | Volgograd                                                              | Nigeria                                                                | 2 – 0                                                                  | Islanda                                                                | Mondiali 2018 - 1º turno                                               | -                                                                      | 85’                                                                    |
| 26-6-2018                                                              | San Pietroburgo                                                        | Nigeria                                                                | 1 – 2                                                                  | Argentina                                                              | Mondiali 2018 - 1º turno                                               | -                                                                      | 46’                                                                    |
| 8-9-2018                                                               | Victoria                                                               | Seychelles                                                             | 0 – 3                                                                  | Nigeria                                                                | Qual. Coppa d'Africa 2019                                              | -                                                                      | 59’ 64’                                                                |
| 11-9-2018                                                              | Monrovia                                                               | Liberia                                                                | 1 – 2                                                                  | Nigeria                                                                | Amichevole                                                             | -                                                                      | 46’                                                                    |
| 17-11-2018                                                             | Johannesburg                                                           | Sudafrica                                                              | 1 – 1                                                                  | Nigeria                                                                | Qual. Coppa d'Africa 2019                                              | -                                                                      | 69’                                                                    |
| 20-11-2018                                                             | Asaba                                                                  | Nigeria                                                                | 0 – 0                                                                  | Uganda                                                                 | Amichevole                                                             | -                                                                      | 88’                                                                    |
| 9-10-2020                                                              | Klagenfurt                                                             | Nigeria                                                                | 0 – 1                                                                  | Algeria                                                                | Amichevole                                                             | -                                                                      | 67’                                                                    |
| 13-10-2020                                                             | Abuja                                                                  | Nigeria                                                                | 1 – 1                                                                  | Tunisia                                                                | Amichevole                                                             | 1                                                                      | 76’                                                                    |
| 13-11-2020                                                             | Benin City                                                             | Nigeria                                                                | 4 – 4                                                                  | Sierra Leone                                                           | Qual. Coppa d'Africa 2021                                              | -                                                                      | 62’                                                                    |
| 17-11-2020                                                             | Freetown                                                               | Sierra Leone                                                           | 0 – 0                                                                  | Nigeria                                                                | Qual. Coppa d'Africa 2021                                              | -                                                                      | 84’                                                                    |
| 27-3-2021                                                              | Cotonou                                                                | Benin                                                                  | 0 – 1                                                                  | Nigeria                                                                | Qual. Coppa d'Africa 2021                                              | -                                                                      | 46’                                                                    |
| 30-3-2021                                                              | Abeokuta                                                               | Nigeria                                                                | 3 – 0                                                                  | Lesotho                                                                | Qual. Coppa d'Africa 2021                                              | -                                                                      | 85’                                                                    |
| 4-6-2021                                                               | Wiener Neustadt                                                        | Nigeria                                                                | 0 – 1                                                                  | Camerun                                                                | Amichevole                                                             | -                                                                      | 66’                                                                    |
| 8-6-2021                                                               | Wiener Neustadt                                                        | Camerun                                                                | 0 – 0                                                                  | Nigeria                                                                | Amichevole                                                             | -                                                                      |                                                                        |
| 3-9-2021                                                               | Lagos                                                                  | Nigeria                                                                | 2 – 0                                                                  | Liberia                                                                | Qual. Mondiali 2022                                                    | 2                                                                      | 85’                                                                    |
| 7-10-2021                                                              | Lagos                                                                  | Nigeria                                                                | 0 – 1                                                                  | Rep. Centrafricana                                                     | Qual. Mondiali 2022                                                    | -                                                                      | 46’                                                                    |
| 10-10-2021                                                             | Bangui                                                                 | Rep. Centrafricana                                                     | 0 – 2                                                                  | Nigeria                                                                | Qual. Mondiali 2022                                                    | -                                                                      |                                                                        |
| 13-11-2021                                                             | Monrovia                                                               | Liberia                                                                | 0 – 2                                                                  | Nigeria                                                                | Qual. Mondiali 2022                                                    | -                                                                      | 87’                                                                    |
| 16-11-2021                                                             | Lagos                                                                  | Nigeria                                                                | 1 – 1                                                                  | Capo Verde                                                             | Qual. Mondiali 2022                                                    | -                                                                      | 78’                                                                    |
| 11-1-2022                                                              | Garoua                                                                 | Nigeria                                                                | 1 – 0                                                                  | Egitto                                                                 | Coppa d'Africa 2021 - 1º turno                                         | 1                                                                      | 80’                                                                    |
| 15-1-2022                                                              | Garoua                                                                 | Nigeria                                                                | 3 – 1                                                                  | Sudan                                                                  | Coppa d'Africa 2021 - 1º turno                                         | -                                                                      | 65’                                                                    |
| 19-1-2022                                                              | Garoua                                                                 | Guinea-Bissau                                                          | 0 – 2                                                                  | Nigeria                                                                | Coppa d'Africa 2021 - 1º turno                                         | -                                                                      | 85’                                                                    |
| 23-1-2022                                                              | Garoua                                                                 | Nigeria                                                                | 0 – 1                                                                  | Tunisia                                                                | Coppa d'Africa 2021 - Ottavi di finale                                 | -                                                                      | 20’ 59’                                                                |
| 25-3-2022                                                              | Kumasi                                                                 | Ghana                                                                  | 0 – 0                                                                  | Nigeria                                                                | Qual. Mondiali 2022                                                    | -                                                                      |                                                                        |
| 27-9-2022                                                              | Bir El Djir                                                            | Algeria                                                                | 2 – 1                                                                  | Nigeria                                                                | Amichevole                                                             | -                                                                      | 85’                                                                    |
| 24-3-2023                                                              | Abuja                                                                  | Nigeria                                                                | 0 – 1                                                                  | Guinea-Bissau                                                          | Qual. Coppa d'Africa 2023                                              | -                                                                      | 46’                                                                    |
| 18-6-2023                                                              | Monrovia                                                               | Sierra Leone                                                           | 2 – 3                                                                  | Nigeria                                                                | Qual. Coppa d'Africa 2023                                              | 1                                                                      | 71’                                                                    |
| 10-9-2023                                                              | Uyo                                                                    | Nigeria                                                                | 6 – 0                                                                  | São Tomé e Príncipe                                                    | Qual. Coppa d'Africa 2023                                              | -                                                                      | 73’                                                                    |
| 13-10-2023                                                             | Portimão                                                               | Arabia Saudita                                                         | 2 – 2                                                                  | Nigeria                                                                | Amichevole                                                             | 1                                                                      | 65’                                                                    |
| 16-11-2023                                                             | Uyo                                                                    | Nigeria                                                                | 1 – 1                                                                  | Lesotho                                                                | Qual. Mondiali 2026                                                    | -                                                                      | cap.                                                                   |
| 19-11-2023                                                             | Butare                                                                 | Zimbabwe                                                               | 1 – 1                                                                  | Nigeria                                                                | Qual. Mondiali 2026                                                    | 1                                                                      | 46’                                                                    |
| 7-2-2024                                                               | Bouaké                                                                 | Nigeria                                                                | 1 – 1 dts (4 – 2 dtr)                                                  | Sudafrica                                                              | Coppa d'Africa 2023 - Semifinale                                       | -                                                                      | 102’                                                                   |
| 11-2-2024                                                              | Abidjan                                                                | Nigeria                                                                | 1 – 2                                                                  | Costa d'Avorio                                                         | Coppa d'Africa 2023 - Finale                                           | -                                                                      | 79’                                                                    |
| 22-3-2024                                                              | Marrakech                                                              | Ghana                                                                  | 1 – 2                                                                  | Nigeria                                                                | Amichevole                                                             | -                                                                      |                                                                        |
| 26-3-2024                                                              | Marrakech                                                              | Mali                                                                   | 2 – 0                                                                  | Nigeria                                                                | Amichevole                                                             | -                                                                      |                                                                        |
| 7-6-2024                                                               | Uyo                                                                    | Nigeria                                                                | 1 – 1                                                                  | Sudafrica                                                              | Qual. Mondiali 2026                                                    | -                                                                      | 67’                                                                    |
| 14-11-2024                                                             | Abidjan                                                                | Benin                                                                  | 1 – 1                                                                  | Nigeria                                                                | Qual. Coppa d'Africa 2025                                              | -                                                                      | 46’                                                                    |
| 18-11-2024                                                             | Uyo                                                                    | Nigeria                                                                | 1 – 2                                                                  | Ruanda                                                                 | Qual. Coppa d'Africa 2025                                              | -                                                                      | 46’                                                                    |
| 28-5-2025                                                              | Brentford                                                              | Ghana                                                                  | 1 – 2                                                                  | Nigeria                                                                | Amichevole                                                             | -                                                                      | 62’                                                                    |
| 31-5-2025                                                              | Brentford                                                              | Giamaica                                                               | 2 – 2 (4 – 5 dtr)                                                      | Nigeria                                                                | Amichevole                                                             | -                                                                      | 84’                                                                    |
| Totale                                                                 |                                                                        | Presenze                                                               | 59                                                                     |                                                                        | Reti (8º posto)                                                        | 15                                                                     |                                                                        |

## Palmarès

### Club

#### Competizioni nazionali
- Coppa di Lega inglese: 1

Manchester City: 2015-2016
- Coppa d'Inghilterra: 1

Leicester City: 2020-2021
- Community Shield: 1

Leicester City: 2021
- Football League Championship: 1

Leicester City: 2023-2024

### Nazionale
- Campionato mondiale Under-17: 1

Emirati Arabi Uniti 2013

### Individuale
- Pallone d'oro del Mondiale Under-17: 1

Emirati Arabi Uniti 2013
- Miglior giocatore della Community Shield: 1

2021